# BiVi沼津
BiVi沼津（ビビぬまづ）は静岡県沼津市の沼津駅北口に隣接する地上4階の複合商業施設である。

## 概要
この施設は、沼津市内ではじめて本格的なシネマコンプレックスを施設内に設けたことで市民に親しまれている。店内には1階の飲食店やコンビニエンスストア（ローソン）を含む各種小売店舗をはじめとして、いくつかのアミューズメント施設が入っている。
敷地は元々、沼津駅北口の旧国鉄沼津機関区跡地に作られた「キラメッセぬまづ」を含む周辺商業地や沼津駅利用者に対して提供されていた有料駐車場であった。なお、完成後の施設内には1フロア丸々を使用した駐車場が設置されている。
ビルの運営は大和ハウス工業グループの大和リースが行っている。静岡県内には他にBiVi藤枝（藤枝市）があるほか、静岡県外にはBiVi仙台駅東口（宮城県仙台市）、BiVi福岡（福岡県福岡市）、BiVi二条（京都府京都市）などの系列施設がある。
しかし、2019年10月4日、同じ沼津市内にららぽーと沼津がオープンしたことが客足が流れ、脅威に晒されている。

## テナント一覧
1階はフード・サービス、2階は全面駐車場、3階はアミューズメント施設、4階はシネマコンプレックスとなっている。

### 飲食店（1階）
飲食店はいずれもテーマが明確に定められており、単なる料理を提供するレストランから一歩進んで各々小粒ながらもフードテーマパークを意識した作りとなっており、内装面で調度品に凝っている店も多いほか、店舗によってはテイクアウトにも対応している。
- 群風（中華料理）
- 手しごと家 いち （和風ダイニング･バー）
- カリーにおまかせ!（カレー専門店）
- はなの舞（海鮮居酒屋）
- ディッパーダン（クレープ・ジェラート）

### 小売店等（1階）
- ローソン（コンビニエンスストア）
- パステル（バラエティ雑貨）
- 三宝ホリスティックガーデン（鍼灸マッサージ院）
- ボウイプラス（ビューティーサロン）
- 静岡中央銀行

### 駐車場（1・2階）
1階には屋外42台・屋内13台、2階は屋内89台の、計144台が収容できる。30分150円となっているが、これは周辺地域の立体駐車場「ピコ21」と同じで、その他のコイン駐車場（屋外）とも概ね同レベルないし2割程度高めの金額設定である。
2階部分はほぼ全面が駐車場となっていて、直接エスカレーターやエレベーターのあるホールに続く出入り口に繋がっており、雨天や強風などでもほぼ天候に煩わされずに、空調の利いた施設内に出入りできる。

### アミューズメント施設（3階）
施設内のゲームセンターはメーカー直営ではないため、沼津駅南口に集中して存在するメーカー直営（主にセガ エンタテインメント系列）ゲームセンターには無いゲーム台も設置されている。また同ゲームセンターはフロア半分をメダルゲームやプライズゲームに割り振っており、単なるゲーマー主体のゲームセンターではなく、家族連れにも対応している。特に、「ラブライブ!スクールアイドルフェスティバル 〜after school ACTIVITY〜 Next Stage」は、「ラブライブ!サンシャイン!!」の舞台である沼津市に所在するゲームセンターであることから、サテライト筐体を9台導入しており、かなり力が入っている。その一方で複合カフェは沼津駅近辺では数少ない「24時間営業」となっており、従来は深夜帯の娯楽スポットが居酒屋やバー・キャバレーの類がメインだった沼津駅北口の新しいスポットとなっていたが、2019年3月31日に閉店した。
- ザ・サードプラネット（ゲームセンター）
- 【閉店】アプレシオ（コミック＆インターネットカフェ）

### シネマコンプレックス（4階）
8スクリーン・全席指定・総入れ替え方式のシネマコンプレックス。また沼津駅北口近辺では唯一の映画館。沼津駅南口には古くからジョイランド沼津が存在するが、内装や座席・音響機器・スクリーンは必要に応じて更新されているものの、近隣の駐車場が少ない・旧式のエレベーターで狭い・人気作品レイトショーでは階段もひどく混雑するなど、周辺インフラの不足や設備の旧態化が目立つため、市内や近隣地域の映画ファンなどが「ゆったり映画が見られる映画館」として利用している。ただし、料金割引サービスはジョイランド沼津のほうが充実していていたが、IMAXや4DXを導入したシネマサンシャインららぽーと沼津という強力なライバルが出現した。
2019年に公開された『ラブライブ!サンシャイン!! The School Idol Movie Over the Rainbow』は、本作の舞台が沼津である関係から、地方では異例といえるチェーンマスターとして上映された。
- シネマサンシャイン沼津

| No. | 座席数 | 座席数 | Size(m) | Size(m) | 音響 | 備考 |
| No. | 通常   | 車椅子 | 縦      | 横      | 音響 | 備考 |
| --- | ------ | ------ | ------- | ------- | ---- | ---- |
| 1   | 156    | 1      | 4.9     | 8.5     | 6ch  |      |
| 2   | 120    | 0      | 4.9     | 11.3    | 6ch  | 4DX  |
| 3   | 143    | 1      | 3.7     | 8.4     | 6ch  |      |
| 4   | 296    | 2      | 5.6     | 13.0    | 6ch  |      |
| 5   | 123    | 1      | 3.7     | 8.5     | 6ch  |      |
| 6   | 123    | 1      | 3.6     | 8.5     | 6ch  |      |
| 7   | 80     | 1      | 3.7     | 6.5     | 6ch  |      |
| 8   | 90     | 1      | 3.7     | 6.6     | 6ch  |      |